# Baaghi 2 : Le Rebelle
Série
Baaghi
(2016) Baaghi 3
(2020)
Pour plus de détails, voir Fiche technique et Distribution.
Baaghi 2 : Le Rebelle (बाग़ी २, Baaghi 2) est un film indien réalisé par Ahmed Khan, sorti en 2018. Le film est à la fois la suite de Baaghi sorti en 2016 et un remake du film en télougou Kshanam.

## Synopsis
Neha fait appel à Ronnie, son ex et soldat aguerri pour retrouver son enfant qui a été kidnappé.

## Fiche technique
- Titre : Baaghi 2 : Le Rebelle
- Titre original : बाग़ी २ (Baaghi 2)
- Réalisation : Ahmed Khan
- Scénario : Jojo Khan, Abbaas Hierapurwala, Niraj Kumar Mishra et Sajid Nadiadwala
- Musique : Julius Packiam, Pranaay, Mithun Sharma et Sandeep Shirodkar
- Photographie : Santhana Krishnan Ravichandran
- Montage : Rameshwar S. Bhagat
- Production : Hetvi Karia, Sajid Nadiadwala et Vijay Singh
- Société de production : Benetone Films, Fox STAR Studios, Nadiadwala Grandson Entertainment et TOABH Talent Management
- Société de distribution : Night Ed Films (France)
- Pays :  Inde
- Genre : Action, drame et thriller
- Durée : 137 minutes
- Dates de sortie : 
  -  Inde : 30 mars 2018
  -  France : 30 mars 2018

## Distribution
- Tiger Shroff : Ranveer « Ronnie » Pratap Singh
- Disha Patani : Neha
- Manoj Bajpayee : l'inspecteur  Ajay Shergill
- Randeep Hooda : Loha Singh Dhull « LSD »
- Ritesh Deshmukh : Deepak Dobriyal
- Deepak Dobriyal : Usman Langda
- Prateik Patil Babbar : Sunny Salgoankar
- Lakshmi Manchu : Kumar Saurabh
- Kumar Saurabh : Chhotu
- Vipin Sharma : le père de Neha
- Khushaal Pawar : Sukhdev
- Darshan Kumaar : Shekhar Salgoankar
- Paras Arora : Shifuji Shaurya Bharadwaj
- Colonel Ranjeet Walia : Ashwin Kaushal
- Shriyam Bhagnani : Simi
- Md Anan Islam : Satkeer
- Satish Keer : Aarya Bhatta
- Sunit Morarjee : Sharad Kute
- Yuvrraj Chauhan : le capitaine Bilal Sheikh
- Fahad Dayee : Dilip Ghosh
- Kishor Chandra Shrivastav : Kishor Shrivastav
- Ashutosh Singh : Anand Tyagi

## Distinctions
Le film a été nommé pour le Filmfare Award de la meilleure action.